# Thomasomys cinnameus
Thomasomys cinnameus és una espècie de mamífer rosegador de la família dels cricètids. Viu a altituds d'entre 2.400 i 3.800 msnm a Colòmbia i l'Equador. Els seus hàbitats naturals són les selves subalpins, els páramos, els boscos de Polylepis poc pertorbats, els boscos nans, els aiguamolls i les selves nebuloses. És una espècie en risc mínim, és a dir, no sembla que hi hagi cap amenaça significativa per a la seva supervivència.